# Vittorio Calvani
Vittorio Calvani (Latina, 8 ottobre 1939) è un allenatore di calcio ed ex calciatore italiano, di ruolo difensore.

## Caratteristiche tecniche
Era un terzino con buona propensione offensiva, uno dei primi calciatori con questa caratteristica.

## Carriera
Dopo la stagione 1960-1961 con la Reggiana viene chiamato dall'Inter per disputare l'amichevole del 14 giugno 1961 contro il Fluminense, ma è costretto a dare forfait per colpa di un callo che fece infezione dopo la sua rimozione con una lametta; al suo posto viene schierato il giovane Giacinto Facchetti.
Ha giocato in Serie A con la maglia del Palermo e del Genoa, collezionando complessivamente 82 presenze. Ha inoltre disputato 6 campionati di Serie B, uno con la Reggiana e 5 col Livorno, totalizzando 180 presenze ed una rete fra i cadetti.
Nel 1972 passa al Lanciano, di cui diviene nella prima stagione di permanenza anche allenatore-giocatore, e dove chiude la carriera agonistica nel 1974.
Il 19 marzo del 2017 su Sky Sport, nella trasmissione "Le piazze di Serie B" viene mandato in onda un servizio nel quale viene intervistato un uomo che si spaccia per Vittorio Calvani, definendosi panchinaro ai tempi del Latina (dato non vero in quanto Calvani giocò 29 delle 32 partite da titolare). Sky successivamente rimuoverà il servizio e verrà letta una lettera di rettifica dello stesso Calvani in diretta.

## Vita privata
Ha sposato una donna di nome Daniela e ha una figlia.
È stato per molti anni il proprietario dell'hotel Garden a Latina.

## Palmarès

### Club

#### Competizioni internazionali
- Coppa delle Alpi: 1

Genoa: 1964